# Dražen Sesardić
Dražen Sesardić (1912. − 18. prosinca 1975.) je bio visoki hrvatski pravosudni i politički dužnosnik. Obnašao je dužnost predsjednika Vrhovnog suda SR Hrvatske. Rodom je iz Sinja. Jedan je od svijetlih primjera sudačkog integriteta i ljudske pravdoljubivosti u hrvatskoj povijesti. 
Dražen Sesardić je nepravedno i premalo spominjan u literaturi, i hrvatskoj je javnosti vrlo malo poznat primjer g. Sesardića, koji je imao hrabrosti ostati dosljedan sudačkom integritetu i moralu u opasnim političkim vremenima (situacijama ravnim gušenju Praškog proljeća 1968. ili mađarske revolucije 1956. godine) kad je jugokomunizam oštro udario po tek obnovljenim demokratskim procesima u Hrvatskoj, 

## Životopis
Rodio se je 1912. godine. Sin je Ante Sesardića, uglednog pravnika, prevoditelja i poznatog sudionika javnog života u Sinju između dva svjetska rata. 1930-ih je godina Dražen Sesardić igrao za Junak iz Sinja zajedno s bratom Slovenom. 
Pridružio se hrvatskom antifašističkom pokretu. 
Važio je kao čovjek demokratskih nazora. Dugo je vremena obnašao visoke pravne dužnosti u Beogradu. Od 1967. obnašao je dužnost predsjednika Vrhovnog suda SR Hrvatske. Svoje demokratske nazore nije htjela podrediti karijeri niti pod prijetnjama. U sudbenoj vlasti najviši je dužnosnik koji se tijekom progona proljećara 1971. i 1972. odbio priključiti toj orkestriranoj javnoj hajci na prvake i protagoniste hrvatskog proljeća, niti je želio sudjelovati u nezakonitim sudskim progonima hrvatskih proljećara (najmanje 2000 osuda, prema izjavama nekih osoba iz pravosuđa), što je bila sramotno raširena praksa nakon karađorđevskih odluka. U vremenima kad se je sramotno mnogo njegovih kolega, intelektualaca i nemali dio javnosti povelo za Titovim antilegalističkim pokličem "da se zakona ne treba držati kao pijan plota" i da "pravosuđe treba biti u službi revolucije i komunističkog poretka", Sesardić je ostao vjeran načelima pravničke struke: jednak pristup prema svima, politički neovisno, ideološki neutralno. Stoga je odmah nakon udara na hrvatsko proljeće u Karađorđevu odnosno uhićenja koja su uslijedila dao ostavku na dužnost. jer nije htio sudjelovati u progonu hrvatskih domoljuba. Ostavku mu nisu prihvatili, nego tek ljeta 1972. godine. 
Umro je 1975. godine, za hrvatske šutnje, dok su još trajali progoni hrvatskih proljećara a eutanaziranje Hrvatske u punom zamahu.
Vijest o smrti tako visokog dužnosnika uopće nije bila objavljena na televizijskom dnevniku, premda su objavljivali vijest o smrti svakog "kordunaša – prvoborca".